# Hezbollah

Lưc lượng Hezbollah

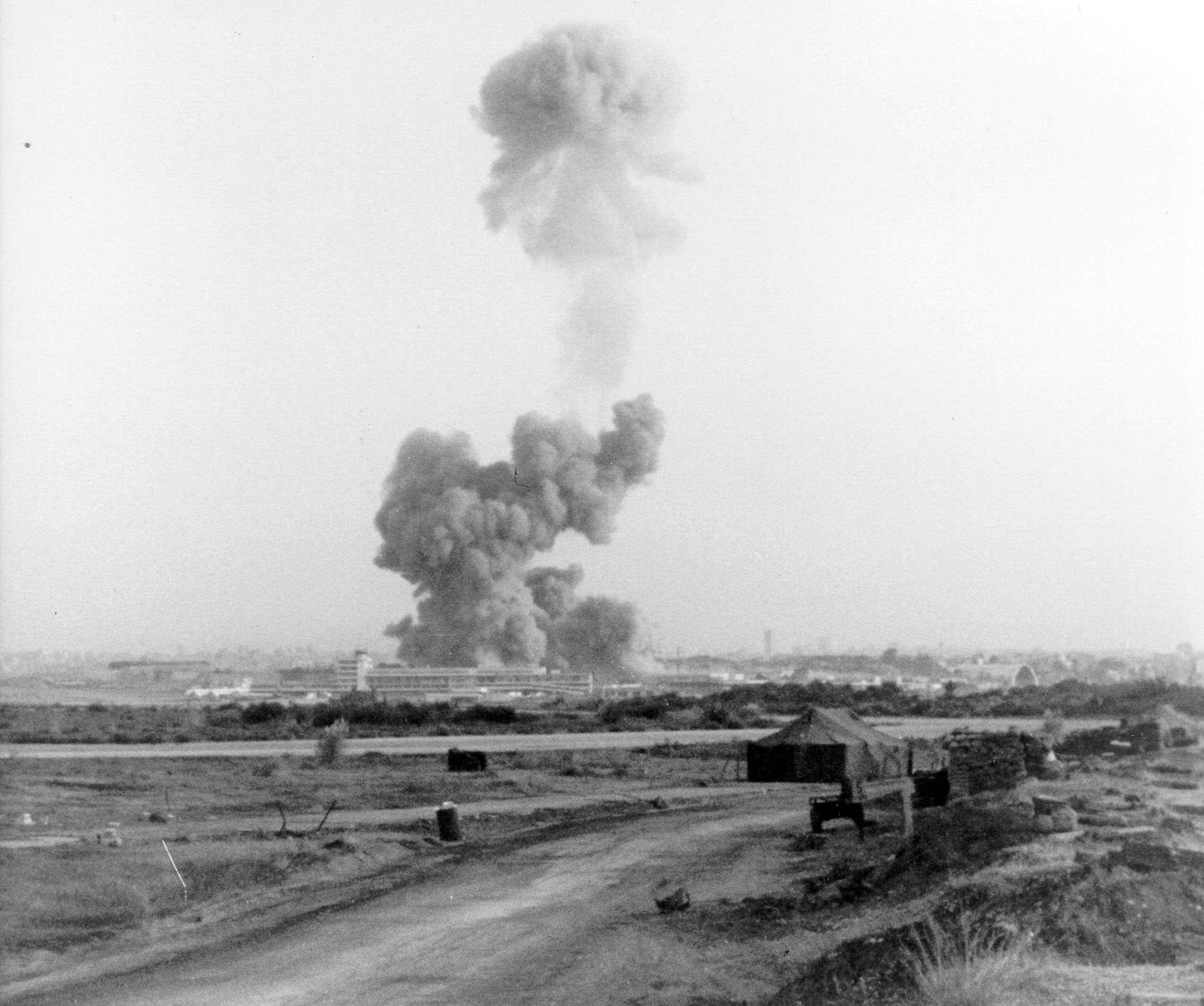
Một đám khói bốc lên từ doanh trại Mỹ ở sân bay quốc tế Beirut, nơi bị Hezbollah tấn công làm hơn 200 thủy quân lục chiến Mỹ thiệt mạng

Hezbollah phát âm tiếng Việt: Héc-bô-la (tiếng Ả Rập: حزب الله; ḥizbu-llāh có nghĩa là "Đảng của Thượng đế") là một tổ chức chính trị-vũ trang của người Liban theo đạo Hồi dòng Shi'a được thành lập vào năm 1982 nhằm phản ứng trước sự kiện Israel xâm lược Liban để đẩy Tổ chức Giải phóng Palestine (PLO) của cố Tổng thống Yasser Arafat ra khỏi Liban. Hezbollah được thành lập từ sự hợp nhất ba tổ chức dân quân của người Hồi giáo dòng Shiite tại Liban là Phong trào Hồi giáo Amal, tổ chức Daw'ah và tổ chức Ulema. Hezbollah được sự hỗ trợ tài chính của Iran và Syria. Hezbollah được xem như kẻ thù không đội trời chung của Israel.

## Tổ chức
Đứng đầu tổ chức dân sự của Hezbollah là Hội đồng Jihad. Jihad sáng lập và quản lý các hội từ thiện:
- Hội El-Jarih giúp đỡ các thương binh trong cuộc chiến tranh chống Israel tái hội nhập xã hội sau khi được chữa bệnh và dạy nghề.
- Hội El-Shahid lo việc trợ cấp gia đình liệt sĩ và tù binh chiến tranh.
- Hội Jihad và Binaa chuyên tái xây dựng, tái định cư cho những gia đình bị Israel ném bom tan nát nhà cửa.

Lãnh đạo tinh thần của Hezbollah hiện nay là Ayatollah Muhammad Hussein Fadlalah và Tổng thư ký là Sheik Hassan Nasrallah. Hezbollah có 12 ghế trong Nghị viện Liban, 2 vị trí bộ trưởng trong nội các hiện thời và sở hữu một hệ thống truyền thông khá mạnh bao gồm đài phát thanh Al-Nour và nguyệt san Qubth Ut Alla. Chủ lực về truyền thông của họ là đài truyền hình Al Manar và kênh truyền hình cáp phát 24/24h trong suốt khu vực Trung Đông, được đánh giá là thu hút khán giả thứ ba trong khu vực này.

## Hoạt động
Chính phủ Mỹ cáo buộc cho Hezbollah thực hiện các vụ:
- Tấn công bằng xe bom ở Beirut, thủ đô Liban, giết chết 248 Thủy Quân Lục Chiến Mỹ và 58 lính Pháp ngày 23 tháng 10 năm 1983.
- Đánh bom tòa Đại sứ Mỹ ở Beirut vào tháng 4 năm 1983 làm 63 người thiệt mạng.
- Đánh bom tòa Đại sứ Mỹ lần thứ 2 vào tháng 9 năm 1984 làm 22 người chết.
- Bắt cóc, tra tấn và thủ tiêu William Buckley, một trạm trưởng của Cục Tình báo Trung ương Hoa Kỳ (CIA) ở Trung Đông và đại tá bộ binh Mỹ William Giggins.
- Bắt bớ, tra tấn và thủ tiêu Đại tá TQLC William Higgins khi ông này hợp tác với Liên Hợp Quốc ở Beirut năm 1988. Xác Đại tá bị ném ra thùng rác gần một bệnh viện nội thành Beirut.

Tuy bị các nước phương Tây và Israel cho là tổ chức khủng bố quốc tế nhưng đối với đông đảo người dân Liban thì Hezbollah có công đánh đuổi Israel ra khỏi miền nam Liban vào năm 2000. Theo đánh giá của dư luận, Hezbollah là đảng chính trị lớn nhất, có lực lượng vũ trang hữu hiệu nhất ở Liban. Mặc dù chống Israel và Mỹ, Hezbollah lên án vụ tấn công ngày 11 tháng 9 năm 2001 vào nước Mỹ và những vụ chặt đầu con tin tại Iraq. Hezbollah cũng tuyên bố không có quan hệ với Osama bin Laden và Al-Qaeda như Mỹ và Israel cáo buộc. Năm 2004 Liên Hợp Quốc thông qua Nghị quyết 1559 kêu gọi rút hết quân nước ngoài khỏi Liban và giải giáp Hezbollah nhưng họ bất chấp. Tuy vậy, một điều rõ ràng là nghị quyết này không bao hàm các chế tài một khi các bên liên can không tôn trọng hoặc vi phạm các điều đã ký kết.